# Cerro Prieto, Tarimoro
Cerro Prieto är en ort i Mexiko.   Den ligger i kommunen Tarimoro och delstaten Guanajuato, i den centrala delen av landet, 200 km nordväst om huvudstaden Mexico City. Cerro Prieto ligger 1 816 meter över havet och antalet invånare är 350.
Terrängen runt Cerro Prieto är kuperad åt nordost, men åt sydväst är den platt. Runt Cerro Prieto är det ganska tätbefolkat, med 104 invånare per kvadratkilometer. Närmaste större samhälle är Celaya, 17,3 km norr om Cerro Prieto. I omgivningarna runt Cerro Prieto växer huvudsakligen savannskog.